# North-East Region
De North-East Region is een van de vijf regio's van Singapore in de stadstaat van Singapore.

## Wijken
- Ang Mo Kio
- Hougang
- North-Eastern Islands
- Punggol
- Seletar
- Sengkang
- Serangoon